# 竹瓦温泉

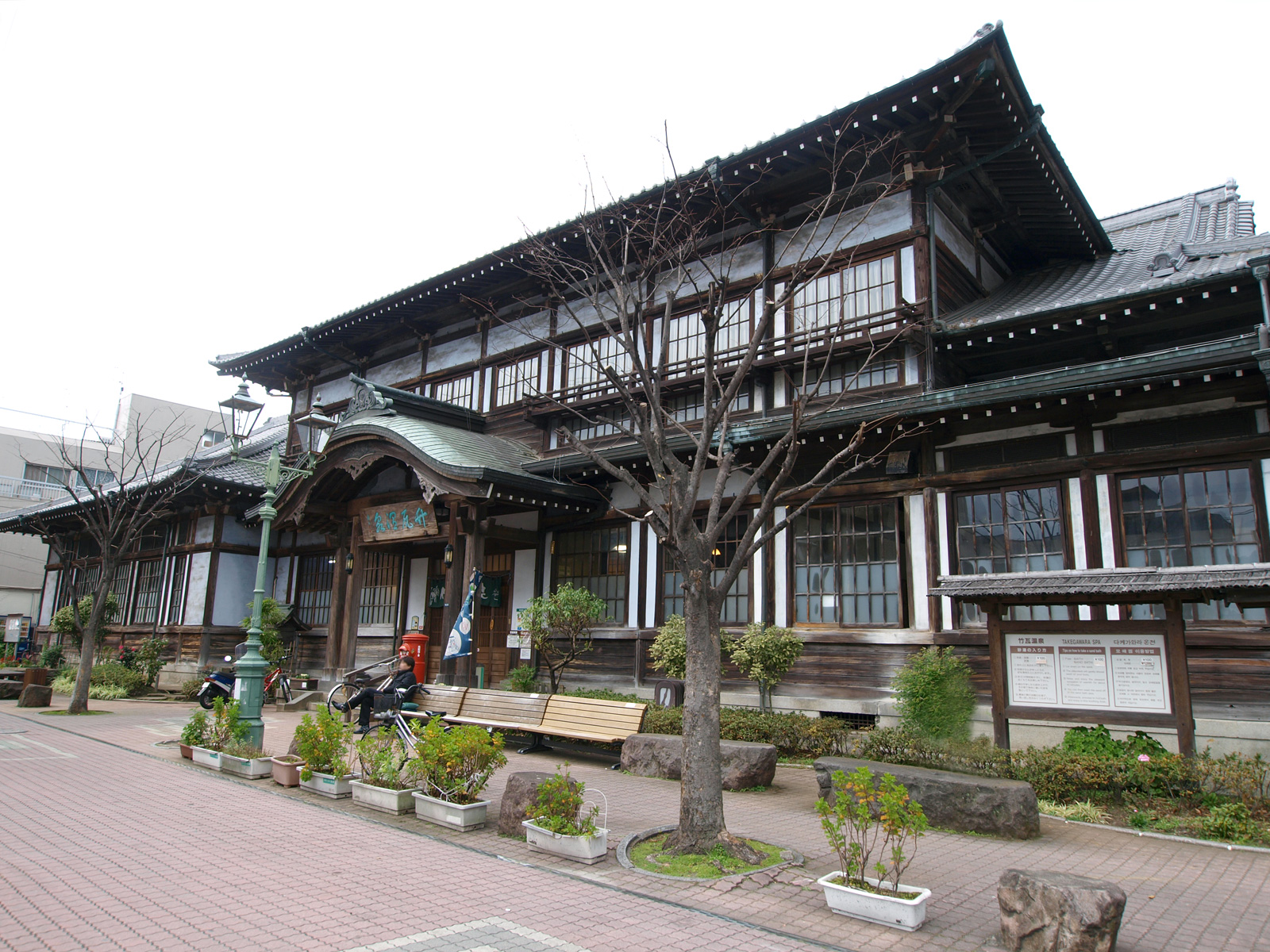
竹瓦温泉全景

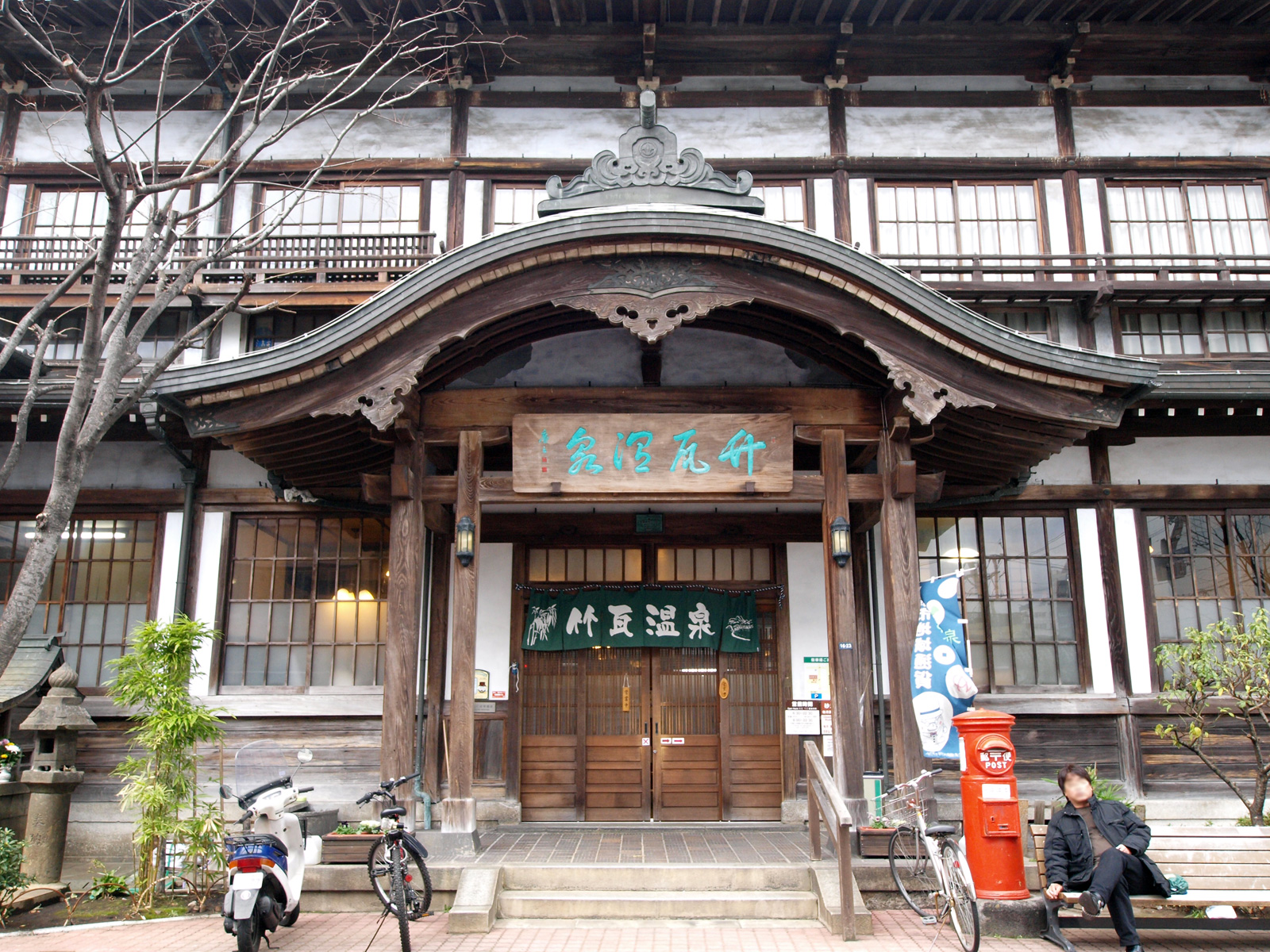
竹瓦温泉入口

竹瓦温泉（たけがわらおんせん）は、大分県別府市元町にある市営の共同温泉である。現在の建物は1938年（昭和13年）に完成したもので、2004年（平成16年）6月9日に登録有形文化財に登録され、2009年（平成21年）2月6日に近代化産業遺産に認定されている。

## 概要
正面に唐破風の屋根を持ち、これに入母屋造や寄棟造の屋根や裳階が組み合わされ、複雑な表情を見せる壮麗で大規模な木造2階建ての建築である。
内部は、1階中央に天井の高いホールが設けられ、西側に寄棟造平屋の砂湯、東側に平屋の男湯・女湯が配される。2階は格子天井の90畳の大広間で、かつては湯治客の休憩室として使用されていたが、現在は公民館になっている。
浴槽のみで湯を出す蛇口が無く、直接浴槽から桶で汲み取って体を洗う。
水を出す蛇口はあるが、これは熱すぎる湯を冷やすためのもので体を洗うためのものではない。
更衣室と浴室が一緒に配されており、ロッカーで服を脱いだ後、掘り下げ式の浴室へ直接階段で降りるタイプとなっている。
竹瓦温泉の前を東西に走る竹瓦温泉通りと並行する流川通り（大分県道52号別府庄内線）の間に現存する日本最古のアーケードである竹瓦小路アーケード（延長約60m）がある。

### 所在地
- 大分県別府市元町16-23[1]

## 沿革
別府八湯のひとつで別府市中心部に位置する温泉街である別府温泉は、1871年（明治4年）5月に流川河口に旧別府港（楠港）が完成すると急速に発展した。その中にある竹瓦温泉は1879年（明治12年）に創設され「乾液泉」（けんえきせん）または「竹瓦の湯」とも呼ばれた。当初は、海岸近くに湧き出していた温泉を楽しむために、地元の漁師が簡素な小屋を建てたものであったと伝えられる。竹瓦という名は、当初の建物が竹屋根葺きであったことに因むとされる。
温泉の効能が評判になると、港のすぐ近くという利便性もあって湯治客が大勢訪れるようになり、1902年（明治35年）、さらに1913年（大正2年）には2階建ての建物に建て替えられた。そして1938年（昭和13年）には現在の建物が完成した。

## 泉質
- 男湯：塩化物泉（ナトリウム・カルシウム・マグネシウム-塩化物・炭酸水素塩泉）（旧泉質名：含土類-食塩泉）[1]
  - 源泉温度：53.8°C
  - PH：7.3
  - 適応症：きりきず、やけど、慢性皮膚病、虚弱児童、慢性婦人病、神経痛、筋肉痛、関節痛、五十肩、運動麻痺、関節のこわばり、うちみ、くじき、慢性消化器病、痔疾、冷え症、病後回復期、疲労回復、健康増進
- 女湯：炭酸水素塩泉（ナトリウム-炭酸水素塩泉）（旧泉質名：純重曹泉）[1]
  - 源泉温度：52.0°C
  - PH：7.7
  - 適応症：きりきず、やけど、慢性皮膚病、神経痛、筋肉痛、関節痛、五十肩、運動麻痺、関節のこわばり、うちみ、くじき、慢性消化器病、痔疾、冷え症、病後回復期、疲労回復、健康増進
- 砂湯：炭酸水素塩泉（ナトリウム・カルシウム・マグネシウム-炭酸水素塩泉・塩化物泉）（旧泉質名：含土類-重曹泉）[1]
  - 源泉温度：52.5°C
  - PH：8.1
  - 適応症：きりきず、やけど、慢性皮膚病、神経痛、筋肉痛、関節痛、五十肩、運動麻痺、関節のこわばり、うちみ、くじき、慢性消化器病、痔疾、冷え症、病後回復期、疲労回復、健康増進

いずれも源泉かけ流し。

## 交通
- 鉄道 - 九州旅客鉄道（JR九州）日豊本線別府駅から徒歩約10分[1]。
- バス - 亀の井バス・大分交通 流川ゆめタウン前停留所下車、徒歩約2分[1]。
- 自動車 - 大分自動車道 別府ICから車で約15分[1]。